# De spiegel barstte
De spiegel barstte is een detective- en misdaadverhaal geschreven door Agatha Christie. Het werk verscheen initieel op 12 november 1962 onder de titel The Mirror Crack'd from Side to Side en werd uitgegeven door de Britse Collins Crime Club. In de Verenigde Staten werd het werk in september 1963 uitgegeven door Dodd, Mead and Company onder de titel The Mirror Crack'd.  Een eerste Nederlandstalige versie verscheen in 1992 en wordt uitgegeven door Luitingh-Sijthoff.

## Verhaal
Jane Marple maakt tijdens een wandeling in St. Mary Mead een val. Ze wordt naar huis gebracht door Heather Badcock. Heather zal binnenkort de Amerikaanse actrice Marina Gregg ontmoeten die naar Engeland verhuisde en de woning kocht van Heaters vriendin Dolly Bantry. Reden van verhuis is een rol in een Britse film over het leven van Sisi.
Op het feestje bevinden zich onder andere Dolly Bantry, actrice Lola Brewster, Ardwyck Fenn, Heather Badcock en haar man Arthur. In een aparte kamer ontvangt Marina de genodigden om een foto te nemen. Heather en Dolly gaan samen naar de "meet and greet" waar Heather vertelt dat ze Marina al eens had ontmoet in Bermuda en er een getekende foto ontving. Daarop vertrekt Marina haar gezicht. Niet veel later verliest Heather het bewustzijn. Ondanks reanimatie overlijdt ze.
Dolly brengt Jane Marple op de hoogte en suggereert dat Marina iets met het overlijden heeft te maken omwille van haar vreemde gelaatstrek. Inspecteur Dermot Craddoc laat een autopsie uitvoeren en het blijkt dat Heather is gestorven aan een overdosis kalmeermiddelen. Deze werden ook gevonden in de Daiquiri die ze toen dronk. Deze Daiquiri was eigenlijk bedoeld voor Marina, maar Heather liet haar drankje vallen en kreeg toen het glas van Marina.
In deze veronderstelling duikt Dermot in het verleden van Marina. Ze trouwde meermaals. Daarnaast geraakte ze niet zwanger, vandaar dat ze drie kinderen adopteerden. Doch ze werd zwanger en beviel van een mentaal gehandicapt kind. Niet veel later kreeg Marina ook een zenuwinzinking. Uit verder onderzoek blijkt dat een van de geadopteerde kinderen - Margot Bence - aanwezig was op het feest, maar zij ontkent achter de moord te zitten ondanks ze Marina haatte.
Tijdens de volgende vierentwintig uur vallen nog twee doden. Jason zijn secretaresse Ella Zielinsky overlijdt aan een cyanide-vergiftiging. Butler Giuseppe wordt twee keer in de rug geschoten nadat hij 500 Britse Ponden stort op zijn bankrekening in Londen. Ardwyck Fenn vertelt Craddock dat hij telefoon kreeg: iemand beweerde dat hij de moordenaar was van Heather. Volgens hem herkende hij de anonieme beller als zijnde Ella.
Niet veel later wordt ook Marina dood aangetroffen: ze overleed in haar slaap na een overdosis slaappillen.
Jane Marple gaat op onderzoek.  Ze ontdekt dat Heather in Bermuda leed aan mazelen. Ze infecteerde onbewust Marina die op haar beurt de foetus infecteerde waardoor ze beviel van een gehandicapt kind. Uit wraak vergiftigde Marina de Daiquiri en met een simpel trucje kon ze de glazen verwisselen. Ella werd vermoord omdat ze de mogelijke dader kende - ze bleek meerdere dreigtelefoons te hebben gepleegd waaronder ook naar Marina - en Giuseppe omdat hij mogelijk getuige was van dat gesprek.
Jane verdenkt Jason ervan dat hij wist dat Marina de dader was van de drie moorden en dat hij niet wilde dat Marina naar de gevangenis ging of nog moorden zou plegen. Jason bevestigt noch ontkent haar vermoeden.

## Adapaties

### Verfilming
Het boek werd in 1980 verfilmd onder de titel The Mirror Crack'd met Angela Lansbury in de rol van Miss Marple. Elizabeth Taylor speelt de rol van Marina. Andere rollen werden gespeeld door Kim Novak, Rock Hudson en Tony Curtis.

### BBC adaptatie
In 1992 werd het boek nogmaals verfilmd voor de serie Miss Marple. Joan Hickson speelde Jane Marple, Claire Bloom Marina Gregg en Glynis Barber de rol van Lola Brewster.

### ITV adaptatie
In de reeks Marple speelt Julia McKenzie de rol van Miss Marple, Joanna Lumley deze van Dolly Bantry, Lindsay Duncan is Marina Gregg en Hannah Waddingham. Enkele verschillen met het originele verhaal:
- Marple onderzoekt de zaak tezamen met Inspector Hewitt
- Het motief waarom Ella werd vermoord is anders.
- Giuseppe komt niet voor in het verhaal.
- Lola Brewster is getrouwd met Vincent Hogg, een ex van Marina.

### Bengaalse adaptatie
Rituparno Ghosh maakte in 2003 een Bengaalse versie van het verhaal onder de titel Shubho Mahurat.

### Franse adaptatie
Het verhaal werd in 2017 verfilmd als onderdeel van de Franse serie Les Petits Meurtres d'Agatha Christie.